# 700-talet

## Händelser
- 711
  - 19 juli - Visigoterna förlorar ett slag mot en invaderande arabisk styrka som därefter besätter nästan hela Iberiska halvön.
- 732
  - 10 oktober - Frankerna under Karl Martell slår en arabisk styrka i slaget vid Poitiers.
- 793
  - 8 juni - Det första kända vikingaöverfallet genomförs, mot det engelska klostret på ön Lindisfarne.

### Okänt datum
- Bråvallaslaget utkämpas.[1]

## Födda
- Cynethryth, anglosaxisk drottning av Mercia
- Eadburh, anglosaxisk drottning av Wessex

## Avlidna
- 8 september 701 – Sergius I, påve.
- 11 januari 705 – Johannes VI, påve.
- 18 oktober 707 – Johannes VII, påve.
- 4 februari 708 – Sisinnius, påve.
- 9 april 715 – Constantinus, påve.
- 11 februari 731 – Gregorius II, påve.
- 28 november eller december 741 – Gregorius III, påve.
- 15 mars 752 – Zacharias, påve.
- 26 mars 752 – Stefan, påve.
- 26 april 757 – Stefan II, påve.
- 28 juni 767 – Paulus I, påve.
- 24 januari 772 – Stefan III, påve.
- 25 december 795 – Hadrianus I, påve.